# Park Narodowy Juan Castro Blanco
Park Narodowy Juan Castro Blanco (hiszp. Parque Nacional Juan Castro Blanco) – park narodowy Kostaryki położony w prowincji Alajuela.
Park Narodowy Juan Castro Blanco ma obszar 24 000 ha. Został założony w 1992 i jest jednym z najmłodszych parków Kostaryki. 

## Opis
Park znajduje się w prowincji Alajuela, na wschód od Ciudad Quesada. W jego skład wchodzą lesiste stoki wulkanu Platanar (2183 m n.p.m.), Viejo i Porvenir (2267 m n.p.m.).
Na północnym zboczu wulkanu Platanar znajduje się grupa dziewięciu stożków żużlowych, miniaturowych wulkanów, które podgrzewają wody termalne. Można je znaleźć na terenie całego parku.
W parku swoje źródła ma kilka rzek: Plantar, Tres Amigos, Aguas Zarcas, Toro oraz wyróżnia się dużą ilością wodospadów. Park Narodowy Juan Castro Blanco jest dziesiątym najważniejszym źródłem wody słodkiej na świecie. Energia zbierana z rzek parku zapewnia 15% energii elektrycznej Kostaryki.

## Fauna i flora
W parku można spotkać gatunki kwezali, czakalaków i pancerników. Występuje w nim ponad 30 gatunków ssaków, 107 gatunków ptaków oraz 32 gatunków gadów.
Ponad 50% parku stanowią gęste lasy deszczowe. Występują w nim różne gatunki roślin, m.in. dęby, bromelie, cyprysy, cedry i orchidee.